# 鷺沼古墳群
鷺沼古墳群（さぎぬまこふんぐん）は現在の千葉県習志野市鷺沼の鷺沼城付近にあった群集墳。B号墳の箱式石棺は習志野市指定史跡に指定された。

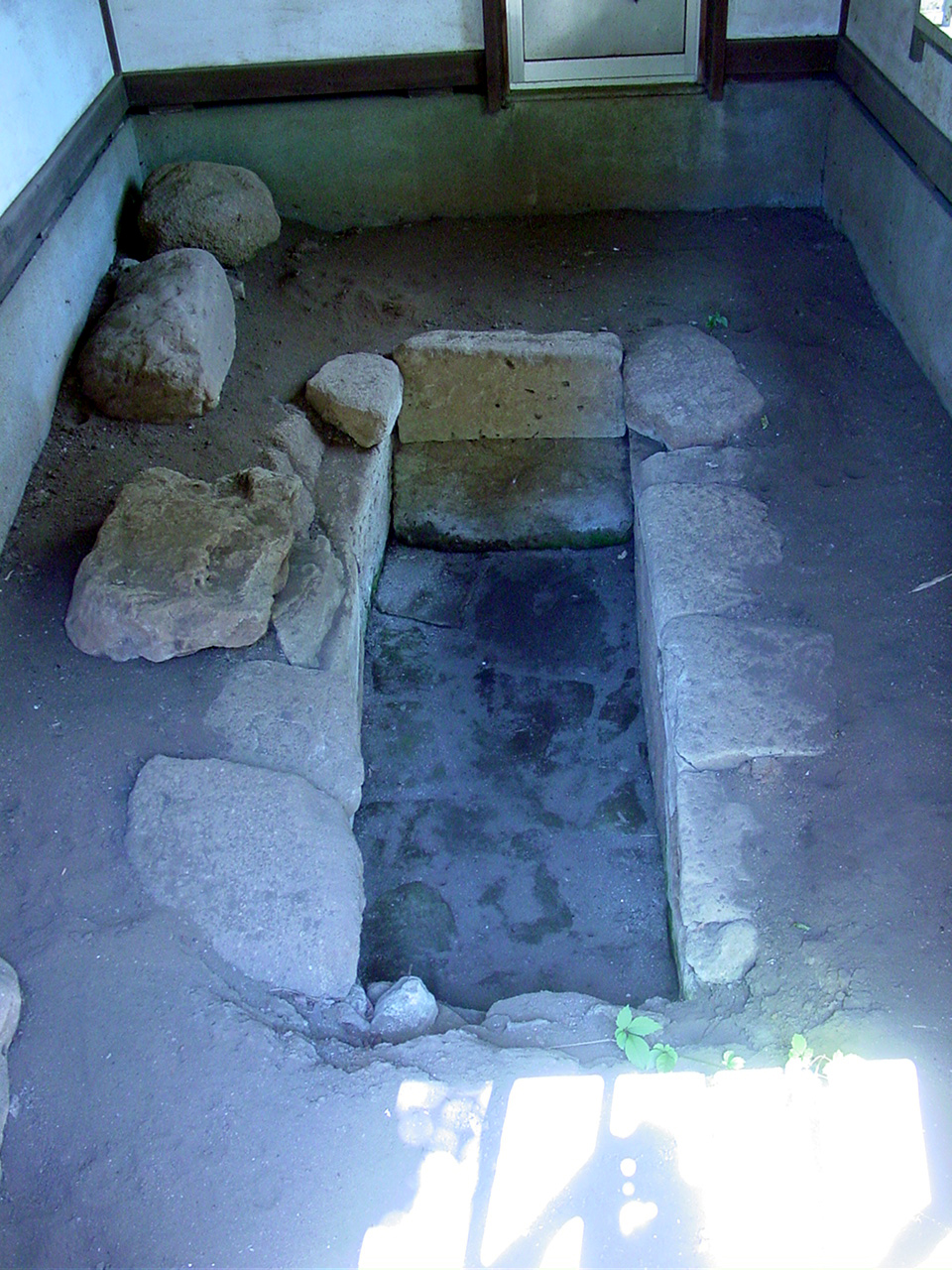
鷺沼古墳群B号墳石棺

## 概要
千葉県習志野市役所から200mほど南にある標高約18mの八剣台と呼ばれる菊田川河谷左岸の下総台地上の「鷺沼城址公園」内に、前方後円墳のA号墳、隣接するB号墳の石棺が保存されている。
A号墳は前方部を南西に向けた、帆立貝形古墳やいちじく型古墳の様に前方部が小さい前方後円墳で、前方部南西端を除いて周溝があったことが確認されている。全長約25mの墳丘上には「源太様小祠」と呼ばれる祠が祀られていて、通称「源太塚」とも呼ばれる。1966年（昭和41年）の調査で下総型円筒埴輪が出土したことから6世紀後半の築造と推定されている。
南東すぐにあるB号墳もA号墳よりやや小さい、同じ向き・形状の前方後円墳であるが、墳丘は原型をとどめていない。A号墳の様に埴輪は出土しておらず、6世紀末の築造と推定されている。くびれ部付近で2基の石棺が発見されたが南よりの1基は既に破壊されていた。もう1基の石棺は長さ約2m、幅約0.8m、深さ約0.7mの大きさで砂岩・凝灰岩を金属製工具で加工して造られている。中や周囲からは成年男性2体分の人骨片や直刀破片、土玉、鉄鏃、刀子などの副葬品が発見された。現在は覆屋を設けられているが、常時外からの見学が可能である。
両古墳近くに造られている形象埴輪のレプリカは当古墳群とは全く関連のないものがモデルとされている。またB号墳東の遊具付近の土盛りも全く遺跡とは関係の無い武人埴輪なので注意が必要である。
また公園敷地外でも南東約200mの山王祠古墳などがあり、最低でも4基以上の古墳群であったが、その後宅地化されている。